# Ina Reinders
Ina Reinders (* 12. Mai 1979 in Wesel verheiratete Al-Sultan) ist eine ehemalige deutsche Triathletin, Duathletin und mehrfache Deutsche Meisterin (1996, 1997, 1999, 2007, 2009).

## Werdegang
Die 1979 in Wesel geborene Ina Reinders begann ihre sportliche Laufbahn 1990 als Leichtathletin und ab 1994 als Triathletin bei den Turn- und Sportfreunden in Xanten, wo sie nach mehreren Titelgewinnen ab 1995 zu den erfolgreichsten Nachwuchstriathletinnen Deutschlands zählte.

### Junioreneuropameisterin Triathlon 1996
Nach dem Gewinn der deutschen Jugend-Meisterschaft im Team 1995 zählten im Jahr 1996 insbesondere der Gewinn der Jugend-Europameisterschaft im Team sowie als Einzelsportlerin und der Gewinn der Jugend-Weltmeisterschaft im Team sowie der deutschen Meisterschaft als Einzelsportlerin zu Reinders’ größten Erfolgen im Jugendbereich.
Im Jahr 2000 wechselte Ina Reinders zum Asics-Team Witten, mit welchem sie seitdem an Wettkämpfen der Triathlon-Bundesliga teilnahm und in den Jahren 2000, 2001, 2004 und 2005 die deutsche Bundesliga-Meisterschaft erringen konnte. Sie wurde trainiert von Faris Al-Sultan.
Ina Reinders ist Diplom-Betriebswirtin (FH), nahm 2004 ihr Lehramtsstudium an der Ludwig-Maximilians-Universität in München auf und arbeitet heute als Lehrerin im bayerischen Schuldienst. 2009 wurde sie Mitglied des Abu Dhabi Triathlon Teams von Faris Al-Sultan.
Im August 2010 erklärte Ina Reinders ihre aktive Triathlonkarriere wegen gesundheitlicher Probleme als beendet. Sie war bis Mitte 2010 Mitglied des Teams und stand dem Abu Dhabi Triathlon-Team nach dem Ende ihrer Profi-Karriere als Betreuerin bis zur Teamauflösung im Januar 2013 zur Seite.

### Privates
Im April 2014 kam ihr Sohn zur Welt. Seit November ist sie mit dem ehemaligen Triathleten Faris Al-Sultan (* 1978) verheiratet und im Januar 2016 kam ihre gemeinsame Tochter zur Welt. Auch ihr Bruder Yves Reinders ist als Triathlet aktiv.

## Sportliche Erfolge
| Datum/Jahr    | Rang | Wettbewerb                                         | Austragungsort  | Zeit       | Bemerkung |
| ------------- | ---- | -------------------------------------------------- | --------------- | ---------- | --- |
| 12. März 2011 | 1    | Abu Dhabi International Triathlon                  | Abu Dhabi       | 03:52:34   | Ina Reinders konnte auf der Kurzdistanz ihren Erfolg aus dem vergangenen Jahr wiederholen.                                                         |
| 9. Mai 2010   | 2    | Siegerland-Cup                                     | Buschhütten     | 02:00:28   | 1 km Schwimmen, 41,7 km Radfahren und 10 km Laufen                                                                                                 |
| 2010          | 2    | TDW – Tage der Wahrheit                            | Graz            | 01:58:43,0 | 30. April bis 2. Mai 2010 (1,5 km Schwimmen, 40 km Radfahren und 10 km Laufen mit getrennter Zeitnehmung) hinter der Österreicherin Irina Kirchler |
| 13. März 2010 | 1    | Abu Dhabi International Triathlon                  | Abu Dhabi       | 03:52:34   | 1,5 km Schwimmen, 100 km Radfahren und 10 km Laufen                                                                                                |
| 25. Juli 2009 | 1    | DTU Deutsche Meisterschaft Triathlon Mitteldistanz | Immenstadt      |            | Deutsche Meisterin auf der Mitteldistanz beim Allgäu Triathlon                                                                                     |
| 2009          | 1    | Nibelungen-Triathlon                               | Xanten          |            | auf der olympischen Distanz |
| 1. Juni 2008  | 6    | Ironman 70.3 Switzerland                           | Rapperswil-Jona |            | |
| 4. Mai 2008   | 1    | Siegerland-Cup                                     | Buschhütten     |            | |
| 10. Aug. 2008 | 4    | Ironman 70.3 Germany                               | Wiesbaden       |            | |
| 16. Juni 2007 | 2    | Alpen-Triathlon                                    | Schliersee      | 02:20:01   | auf der olympischen Distanz (1,5 km Schwimmen, 40 km Radfahren, 10 km Laufen)                                                                      |
| 2007          | 1    | DTU Deutsche Meisterschaft Triathlon Mitteldistanz | Immenstadt      |            | Deutsche Meisterin auf der Mitteldistanz beim Allgäu Triathlon                                                                                     |
| 6. Mai 2007   | 1    | Siegerland-Cup                                     | Buschhütten     |            | |
| 17. Juli 2006 | 2    | Kirchbichl Triathlon                               | Kirchbichl      |            | Zweite hinter der Siegerin Irina Kirchler |
| 2006          | 1    | Siegerland-Cup                                     | Buschhütten     |            | Neben Steffen Liebetrau bei den Männern gewinnt Reinders den Triathlon                                                                             |
| 2005          | 1    | Siegerland-Cup                                     | Buschhütten     |            | |
| 2005          | 1    | Nibelungen-Triathlon                               | Xanten          |            | auf der olympischen Distanz |
| 15. Aug. 2004 | 3    | Brigantium Triathlon                               | Bregenz         |            | am Bodensee über die olympische Distanz (1,5/40/10)                                                                                                |
| 20. Juni 2004 | 4    | DTU Deutsche Meisterschaft Triathlon               | Potsdam         | 01:53:12   | |
| 2004          | 1    | Nibelungen-Triathlon                               | Xanten          | 02:05:37   | [ 9 ] |
| 2003          | 2    | Nibelungen-Triathlon                               | Xanten          | 02:06:51   | auf der olympischen Distanz |
| 2001          | 3    | DTU Deutsche Meisterschaft Triathlon               | Deutschland     |            | |
| 2001          | 1    | Siegerland-Cup                                     | Buschhütten     |            | |
| 1999          | 1    | DTU Deutsche Meisterschaft Triathlon Junioren      | Deutschland     |            | Deutsche Juniorenmeisterin Triathlon |
| 1997          | 1    | DTU Deutsche Meisterschaft Triathlon Junioren      | Deutschland     |            | Deutsche Juniorenmeisterin Triathlon |
| 1996          | 3    | ITU Juniors World Championships                    | Cleveland       | 02:07:02   | Juniorenweltmeisterschaft |
| 1996          | 1    | ETU Triathlon European Championships Junior Women  | Szombathely     |            | Junioreneuropameisterin |
| 1996          | 1    | DTU Deutsche Meisterschaft Triathlon Junioren      | Deutschland     |            | Deutsche Juniorenmeisterin Triathlon |

| Datum/Jahr   | Rang | Wettbewerb        | Austragungsort | Zeit     | Bemerkung |
| ------------ | ---- | ----------------- | -------------- | -------- | --- |
| 6. Juli 2008 | 7    | Ironman Germany   | Frankfurt      | 09:39:10 | |
| 2008         | 13   | Ironman Canada    | Penticton      |          | |
| 9. Sep. 2007 | 3    | Ironman Wisconsin | Madison        |          | Reinders holte sich hinter der Siegerin Gina Ferguson und der Zweitplatzierten Hillary Biscay Bronze auf der Langdistanz (3,86 km Schwimmen, 180,2 km Radfahren, 42,195 km Laufen). |

| Datum/Jahr | Rang | Wettbewerb                          | Austragungsort | Zeit | Bemerkung |
| ---------- | ---- | ----------------------------------- | -------------- | ---- | --------- |
| 2006       | 2    | DTU Deutsche Meisterschaft Duathlon | Backnang       |      |           |
| 2005       | 3    | DTU Deutsche Meisterschaft Duathlon | Backnang       |      |           |

(DNF – Did Not Finish)